# Blaze Alexander
Blaze Chanee Alexander (Cape Coral, Florida, 11 de junio de 1999), más conocido como Blaze Alexander, es un jugador profesional estadounidense de béisbol que se desempeña en la posición de campocorto en Arizona Diamondbacks, equipo de las Grandes Ligas de Béisbol (MLB).

## Carrera
En 2024, Alexander hizo su debut en la MLB con el equipo Arizona Diamondbacks, donde lleva jugando una temporada.